# ياسر الحلاق
ياسر الحلاق (1978-9 أبريل 2018)، إعلامي ورياضي سوري.

## حياته
ولد عام 1978 في حي الميدان بدمشق، حصل على دبلوم في الاقتصاد من المعهد التقاني للمحاسبة والتمويل بدمشق. عمل سابقًا مديرًا للجنة اللاعبين المحترفين في الاتحاد السوري لكرة القدم، ومدير لموقع “استاد سوريا” الإلكتروني ومكتب “لايف سبورت” للتسويق والإعلان الرياضي. شغل منصب المنسق العام لـ “رابطة الرياضيين السوريين الأحرار”، التي كانت نواة تأسيس الهيئة السورية للرياضة والشباب، ومنصب المدير التنفيذي لمنظمة “رياضيون من أجل سوريا”،عمل مديرًا لفريق الطوارئ السوري التطوعي في مصر حتى وفاته.

## وفاته
توفي في 9 أبريل 2018 في مصر بعد معاناته من مرض السرطان لمدة عام ونصف. كتب في صفحته الشخصية على مواقع التواصل قبل وفاته: «لا أحد يدرك متى يحين أجله وهذا ما يعني استحالة أن أعرف إن كان لي بقية من كلمات في هذه الحياة أنتصر بها لثورتنا العظيمة (..) قرر الأطباء إيقاف العلاج لعدم قدرة جسدي على تحمل المزيد».